# ۱۵ ژانویه
۱۵ ژانویه پانزدهمین روز سال در گاه‌شماری میلادی است. ۳۵۰ روز (در سال‌های کبیسه ۳۵۱ روز) تا پایان سال باقی‌است.

## رویدادها
- ۱۹۷۰ - معمر قذافی در لیبی به قدرت رسید.
- ۱۹۹۱ - پایان ضرب‌الاجل سازمان ملل متحد نسبت به عقب‌نشینی عراق از خاک کویت
- ۲۰۰۱ - تأسیس ویکی‌پدیا

## زادروزها
- ۱۶۲۲ - مولیر، درام‌نویس فرانسوی (د. ۱۶۷۳)
- ۱۷۹۵ - الکساندر گریبایدوف، دیپلمات و نمایش‌نامه‌نویس روس (د. ۱۸۲۹)
- ۱۸۴۲ یوزف برویر، پزشک اتریشی
- ۱۸۵۱ - مارتین تئودور هوتسما، خاورشناس هلندی (د. ۱۹۴۳)
- ۱۸۶۳ - ویلهلم مارکس، وکیل و سیاستمدار آلمانی (د. ۱۹۴۶)
- ۱۸۷۶ - ملک عبدالعزیز، بنیان‌گذار عربستان سعودی (د. ۱۹۵۳)
- ۱۸۹۱ - اسیپ ماندلشتام، شاعر و نویسنده روس، (د. ۱۹۳۸)
- ۱۹۰۲ - ناظم حکمت، شاعر و نمایشنامه‌نویس، (د. ۱۹۶۳)
- ۱۹۰۲ - سعود بن عبدالعزیز، پادشاه عربستان سعودی (د. ۱۹۶۹)
- ۱۹۱۸ - جمال عبدالناصر، رئیس‌جمهور مصر، (د. ۱۹۷۰)
- ۱۹۲۶ - ماریا شل، بازیگر اتریشی-سوئیسی (د. ۲۰۰۵)
- ۱۹۳۵ - رابرت سیلوربرگ، نویسندهٔ آمریکایی
- ۱۹۵۵ - خالد اسلامبولی، افسر مصری (د. ۱۹۸۲)
- ۱۹۶۵ - آدام جونز، موسیقی‌دان آمریکایی
- ۱۹۷۱ - رجینا کینگ، بازیگر آمریکایی
- ۱۹۷۹ - مارتین پتروف، فوتبالیست اهل بلغارستانی
- ۱۹۸۱ - پیت بول، رپر کوبایی
- ۱۹۸۵ - رنه آدلر، فوتبالیست آلمانی
- ۱۹۹۲ - جاشوا کینگ، فوتبالیست نروژی
- ۱۹۹۴ - اریک دایر ، فوتبالیست انگلیسی

## درگذشت‌ها
- ۶۹ - گالبا، امپراتور روم (ز. ۳ (پیش از میلاد))
- ۱۵۱۹ - واسکو نونیس د بالبوا، جستجوگر، کشورگشا و فرماندار اسپانیایی (ز. ۱۴۷۴)
- ۱۸۹۳ - فرانسیس آن کمبل، نویسنده، شاعر و بازیگر بریتانیایی (زاده ۱۸۰۹)
- ۱۹۱۹ - رزا لوکزامبورگ، انقلابی سوسیالیست و کمونیست آلمانی و لهستانی‌تبار (ز. ۱۸۷۰)
- ۱۹۶۸ - لئوپولد اینفلد، نویسنده و فیزیک‌دان لهستانی (ز. ۱۸۹۸)
- ۱۹۹۸ - گلزار لعل ناندا، سیاستمدار و اقتصاددان هندی (ز. ۱۸۹۸)
- ۲۰۰۶ - جابر احمد الصباح، امیر کویت (ز. ۱۹۲۶)
- ۲۰۰۷ - نبی خزری، نویسنده، شاعر و روزنامه‌نگار اهل جمهوری آذربایجان (ز. ۱۹۲۴)

## مناسبت‌ها
- روز الفبا در کره شمالی